# Comté de Brunswick (Caroline du Nord)
Pour les articles homonymes, voir Comté de Brunswick et Brunswick.
Le comté de Brunswick est un comté situé dans l'État de Caroline du Nord aux États-Unis. En 2010, sa population était de 107 431 habitants, son siège est la ville de Bolivia.

## Démographie
| 1790  | 1800  | 1810  | 1820  | 1830  | 1840  | 1850  | 1860  |
| ----- | ----- | ----- | ----- | ----- | ----- | ----- | ----- |
| 3 071 | 4 110 | 4 778 | 5 480 | 6 516 | 6 255 | 7 272 | 8 406 |

| 1870  | 1880  | 1890   | 1900   | 1910   | 1920   | 1930   | 1940   |
| ----- | ----- | ------ | ------ | ------ | ------ | ------ | ------ |
| 7 754 | 9 389 | 10 900 | 12 657 | 14 432 | 14 876 | 15 818 | 17 125 |

| 1950   | 1960   | 1970   | 1980   | 1990   | 2000   | 2010    | - |
| ------ | ------ | ------ | ------ | ------ | ------ | ------- | - |
| 19 238 | 20 278 | 24 223 | 35 777 | 50 985 | 73 143 | 107 431 | - |

## Communautés

### Cities
- Boiling Spring Lakes
- Northwest
- Southport

### Towns
- Belville
- Bolivia (siège)
- Calabash
- Carolina Shores
- Caswell Beach
- Holden Beach
- Leland
- Navassa
- Oak Island
- Ocean Isle Beach
- Sandy Creek
- Shallotte
- St. James
- Sunset Beach
- Varnamtown